# Edwin Fischer
Edwin Fischer (Basilea, 6 de octubre de 1886 -Zúrich, 24 de enero de 1960) fue un pianista y director de orquesta suizo. Se lo considera como uno de los más grandes pianistas del siglo XX, particularmente en el repertorio alemán tradicional de compositores tales como J. S. Bach, Mozart, Beethoven y Schubert, y además como uno de los mejores pedagogos del estudio de piano.

## Biografía
Fischer nació en Basilea en donde comenzó a estudiar música. Continuó sus estudios en el Conservatorio Stern, en Berlín, bajo la tutela de Martin Krause, quien a su vez había sido discípulo de Liszt. Se convirtió en una eminencia del piano luego de la Primera Guerra Mundial.
En 1926 empezó a ser el director del Musikverein de Lübeck y luego dirigió en Múnich. En 1932 formó su propia orquesta de cámara y fue uno de los primeros en interesarse en presentar la música de las épocas Barroca y Clásica de forma históricamente exacta y aunque sus interpretaciones no lo fueron precisamente para los estándares actuales, sí que lo fueron en su tiempo; por ejemplo, dirigió conciertos de Bach y Mozart desde el teclado, lo que en ese momento era de lo más inusual. Sus interpretaciones, hasta de Bach y Handel, eran concebidas de manera romántica, con un amplio uso de la dinámica, pero extremadamente irresistible.
En 1932 volvió de nuevo a Berlín, donde sucedió a su gran contemporáneo Artur Schnabel como profesor en la Berlin Hochschule für Musik. En 1942 se trasladó de nuevo a Suiza, donde puso su carrera en suspenso durante la Segunda Guerra Mundial. Después de la guerra, comenzó a actuar nuevamente y a la vez a dar clases magistrales en Lucerna, a las cuales asistieron muchos pianistas posteriormente prominentes, como Alfred Brendel, Helena Sá e Costa, Paul Badura-Skoda, Mario Feninger y Daniel Barenboim entre ellos.

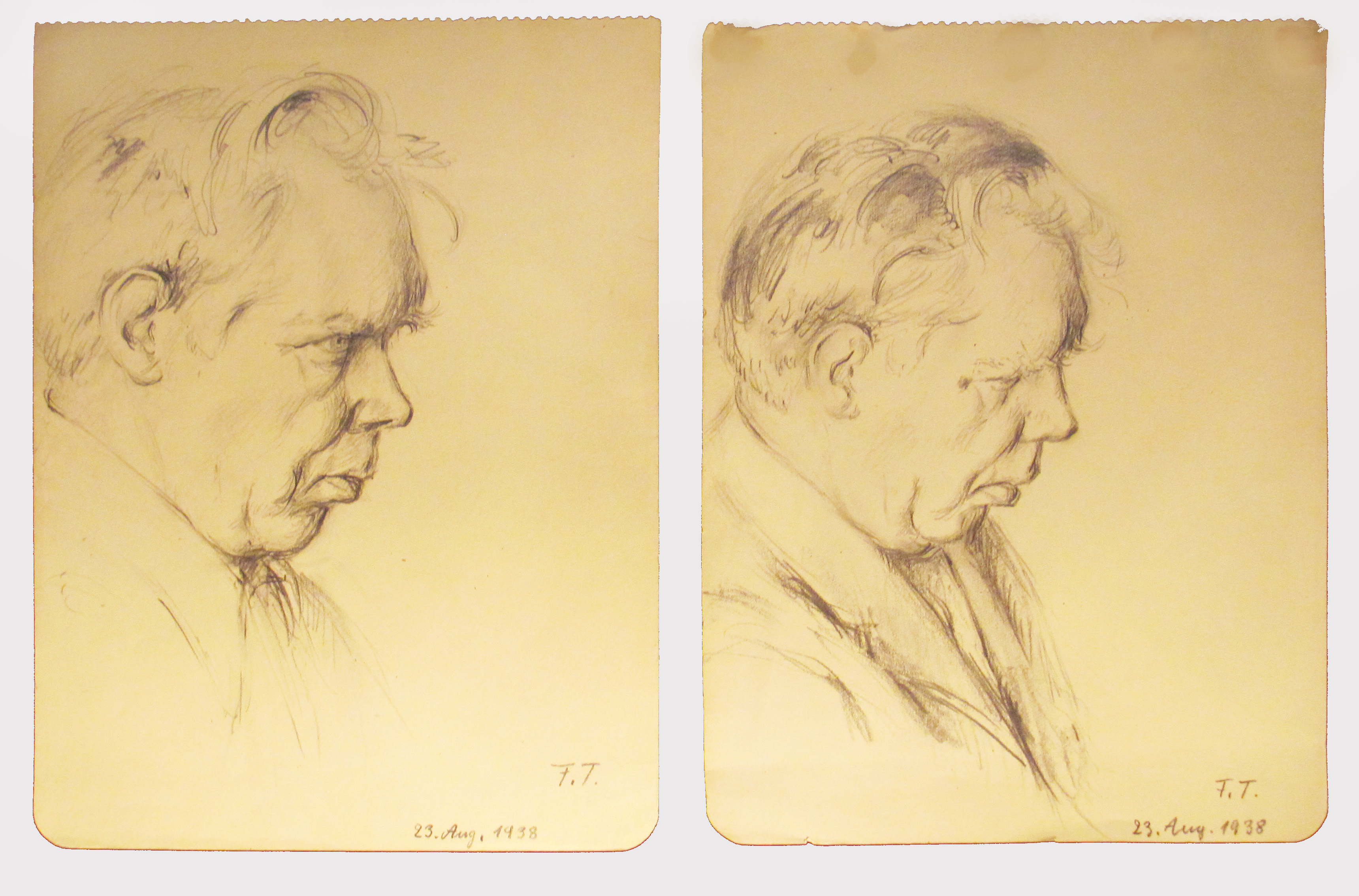
Dos dibujos de Fischer por el artista y músico alemán Fritz Tennigkeit (1892–1949)

Así como recitales en solitario, en concierto y como director de trabajos orquestales, Fischer también tocaba música de cámara. En particular, fue excelentemente considerado el trío de piano que formó con el violonchelista Enrico Mainardi y el violinista Georg Kulenkampff (quien fue reemplazado por Wolfgang Scheneiderhan luego de su muerte).
Fischer publicó varios libros sobre enseñanza, así como también uno sobre las sonatas para piano de Beethoven. También realizó bastantes grabaciones, incluyendo el primer registro completo de El clave bien temperado de Bach, para EMI, entre 1933 y 1936. Entre otras grabaciones clásicas de Fischer están los conciertos para teclado, obras misceláneas para solista de Bach, como la Fantasía cromática y Fuga, varios conciertos y sonatas de Mozart y Beethoven, la Fantasía Wanderer y los Impromptus de Schubert y el segundo concierto de Brahms, dirigido por Wilhelm Furtwängler. Las grabaciones con importancia histórica de Fischer han sido reeditadas en CD por EMI y por sellos especializados como APR, Music & Arts, Pearl y Testament. Las de los conciertos KV 453, 466, 482, 491 y 503 (en sol mayor, re menor, mi bemol mayor, do menor y do mayor) son particularmente destacables, sobre todo las tres últimas, con la inspirada y poderosa dirección de John Barbirolli, Lawrance Collingwood y Josef Krips, en 1935, 1937 y 1947, respectivamente.
También acompañó a Elisabeth Schwarzkopf en un renombrado álbum de lieder de Schubert en los primeros años de la década de 1950. Su última colaboración musical fue con la violinista Gioconda de Vito. Durante sus sesiones de grabación para las sonatas para violín números 1 y 3 de Brahms tuvo que ir a Londres para llevar a cabo un tratamiento médico; allí le dijeron que estaba gravemente enfermo. 

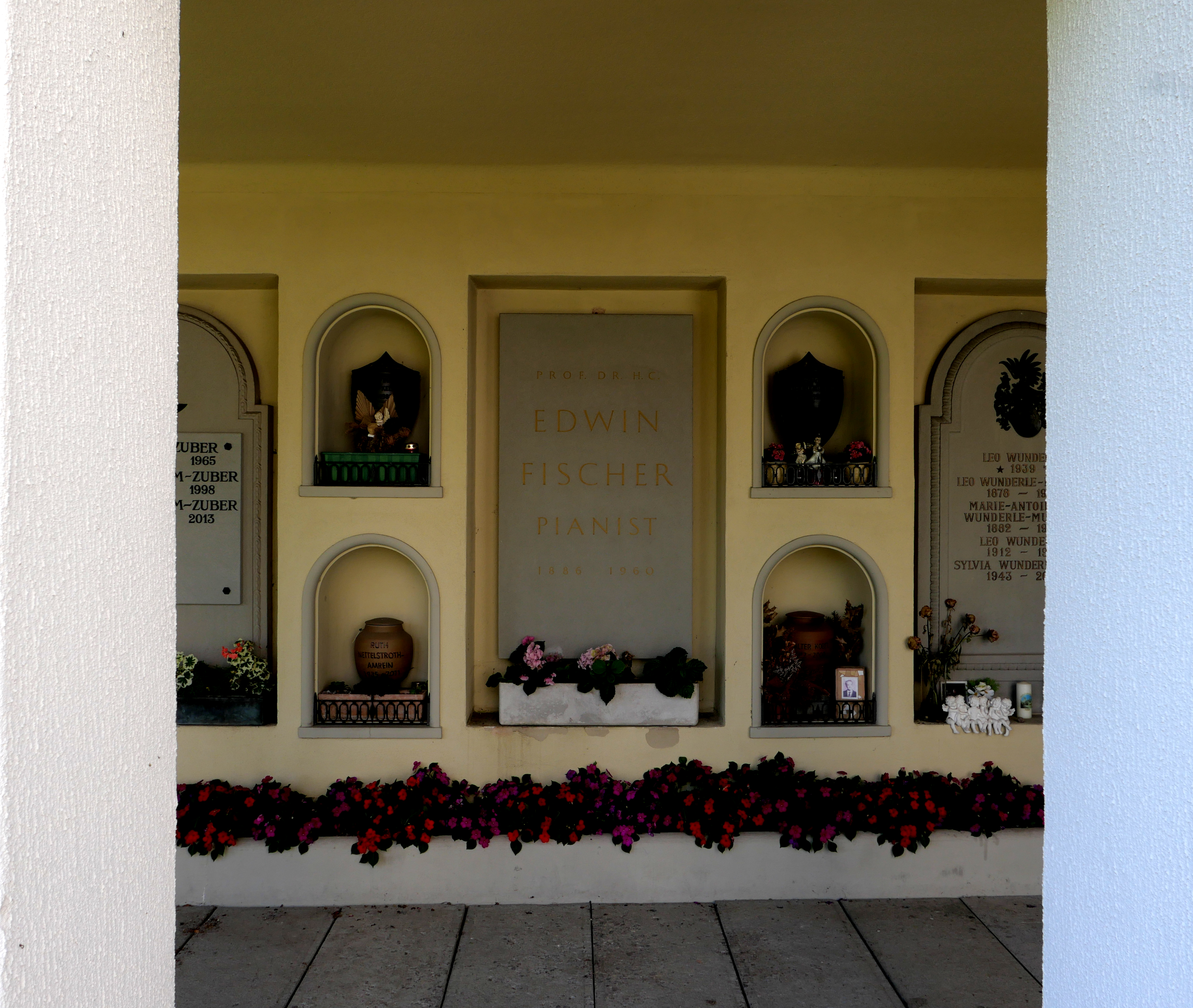
La tumba de la urna en 2024.

Murió en Zúrich poco después. Sus restos fueron incinerados y enterrados en el cementerio Friedental de Lucerna.
A partir de mediados de los años cincuenta, y debido a problemas de artritis, abandonó paulatinamente los recitales y giras. Compuso piezas para piano y cadencias para conciertos de autores como Mozart y Beethoven. Realizó una gran labor como editor de la obra para teclado de Bach y Mozart y escribió algunos ensayos sobre música, entre los que destacan Johann Sebastian Bach: eine Studie (1947) o Musikalische Betrachtungen (1949; traducido al inglés en 1951 con el título de Reflections on Music).

## Alumnos
Entre los alumnos de Edwin Fischer se encuentran los siguientes pianistas:
- Conrad Hansen
- Harry Datyner
- Manuel M. Ponce
- Paul Badura-Skoda
- Sequeira Costa
- Helena Sá e Costa
- Daniel Barenboim
- Alfred Brendel
- Jörg Demus
- Conrad Hansen
- Grete Sultan
- Katja Andy (d.i. Käte Aschaffenburg)
- Sebastian Benda
- Gernot Kahl
- Harry Datyner
- Rita Bouboulidi
- Elsa Berner
- Reine Gianoli
- Viktor Bakkx

## Discografía esencial
- J. S. Bach, Concierto de Brandenburgo n.5 BWV 1050 - Philharmonia Orchestra, director-solista (Londres, octubre de 1952)
- J. S. Bach, Concierto para clave y orquesta n.5 BWV 1056 - Edwin Fischer Kammerorchester, director-solista (Berlín, febrero de 1939)
- J. S. Bach, Concierto para tres claves y orquesta n.2 BWV 1064 - pianistas Ronald Smith y Denis Matthews; Philharmonia Orchestra, director-solista (Londres, mayo de 1950)
- J. S. Bach, El Clave bien temperado BWV 846-893 (Londres, abril 1933 - junio 1936)
- L. v. Beethoven, Concierto para piano n.4 op.58 - Philharmonia Orchestra, director-solista (Londres, mayo 1954)
- L. v. Beethoven, Concierto para piano n.5 op.73 - Philharmonia Orchestra, director Wilhelm Furtwängler (Londra, febbraio 1951)
- L. v. Beethoven, Sonata para piano op.13 (Londres, noviembre 1938)
- L. v. Beethoven, Sonata para piano op.57 (Londres, febrero-junio 1935)
- L. v. Beethoven, Sonata para piano op.110 (Londres, noviembre 1938)
- L. v. Beethoven, Fantasía para piano op.77 (Múnich, noviembre 1952)
- L. v. Beethoven, Trío para violín, violonchelo y piano op.97 - violín Wolfgang Schneiderhan, violonchelo Enrico Mainardi (Salzburgo, agosto 1952)
- J. Brahms, Concierto para piano n.2 op.83 - Berliner Philharmoniker, director Wilhelm Furtwängler (Berlín, noviembre 1942)
- J. Brahms, Sonatas para violín y piano op.78 y op.108 - violín Gioconda de Vito (Londres, mayo-octubre 1954)
- J. Brahms, Tríos para violín, violonchelo y piano op.8, op.87 y op.101 - violín Wolfgang Schneiderhan, violonchelo Enrico Mainardi (Salzburgo, agosto 1954)
- J. Brahms, Cuarteto con piano op.25 - miembros del Cuarteto Breronel (Berlín, septiembre 1939)
- W. Furtwangler, Concierto sinfónico para piano y orquesta - Berliner Philharmoniker, director Wilhelm Furtwängler (Berlín, enero 1939)
- W. A. Mozart, Concierto n.20 K.466 - London Philharmonic Orchestra, director-solista (Londres, noviembre 1933)
- W. A. Mozart, Concierto n.24 K.491 - London Philharmonic Orchestra, director Lawrance Collingwood (Londres, marzo 1937)
- W. A. Mozart, Rondó para piano y orquesta K.382 - Edwin Fischer Kammerorchester, director-solista (Berlín, octubre-noviembre 1936)
- W. A. Mozart, Sonata para piano K.331 (Londres, abril 1933)
- W. A. Mozart, Fantasía para piano K.396 (Londres, agosto 1934)
- F. Schubert, Impromtus para piano D.899 y D.935 (Londres, marzo 1938)
- F. Schubert, Doce Lieder de Goethe, Schulze, Collin, Reil, Craigher, Stolberg, Mayrhofer, Shakespeare - soprano Elisabeth Schwarzkopf (Londres, octubre 1952)
- R. Schumann, Fantasía op.17 (Londres, mayo 1949)
- Grandes Pianistas del Siglo XX. Volúmenes 25 y 26.